# Stockport (Ohio)
Stockport é uma vila localizada no estado norte-americano de Ohio, no Condado de Morgan.

## Demografia
Segundo o censo norte-americano de 2000, a sua população era de 540 habitantes.
Em 2006, foi estimada uma população de 541, um aumento de 1 (0.2%).

## Geografia
De acordo com o United States Census Bureau tem uma área de
0,9 km², dos quais 0,9 km² cobertos por terra e 0,0 km² cobertos por água. Stockport localiza-se a aproximadamente 274 m acima do nível do mar.

## Localidades na vizinhança
O diagrama seguinte representa as localidades num raio de 24 km ao redor de Stockport.